# Il reggente
Il reggente è un'opera in tre atti di Saverio Mercadante, su libretto di Salvatore Cammarano. La prima rappresentazione ebbe luogo con successo al Teatro Regio di Torino il 2 febbraio 1843.
Gli interpreti della prima rappresentazione furono:
| Personaggio | Interprete              |
| ----------- | ----------------------- |
| Murray      | Lorenzo Salvi           |
| Hamilton    | Luciano Fornasari       |
| Amelia      | Ottavia Malvani         |
| Lord Howe   | Michele Novaro          |
| Kilkardy    | Giuseppe Bruscoli       |
| Oscar       | Elisa Bendini           |
| Meg         | Isabella Tadini         |
| Scoto       | Giovanni Battista Boeri |
| Servo       | Leone Marrani           |

Direttore era Giovanni Battista Polledro, maestro concertatore Luigi Fabbrica, maestro del coro Giulio Buzzi; la scenografia era di Giuseppe Bertoja.
L'opera si basa sullo stesso soggetto di Eugène Scribe per l'opera di Daniel Auber (Gustave III ou Le bal masqué, 1833) che servì più tardi ad Antonio Somma per redigere il suo libretto per Un ballo in maschera (1859) di Giuseppe Verdi.

## Trama
L'avvenimento ha luogo in Scozia nel 1570.
I titoli degli atti sono: Il sortilegio, La dama velata e Il ballo in maschera.

## Struttura musicale
- Sinfonia

### Atto I
- N. 1 - Introduzione
  - Coro Viva il Reggente invitto al paro (Coro, Howe, Kilkardy)
  - Cavatina Reggente Se tu l'imponi, esanime (Reggente, Howe, Kilkardy, Coro)
  - Duetto Hamilton e Reggente Fra quei, che ti circondano (Hamilton, Reggente, Howe, Kilkardy)
  - Aria Oscar e Stretta dell'Introduzione Della notte i rai lucenti - Altra cura all'amore sopisca (Oscar, Coro, Hamilton, Reggente, Howe, Kilkardy)
- N. 2 - Cavatina Meg Aggiungo all'erbe mistiche (Meg, Coro, Scoto, Reggente)
- N. 3 - Cavatina Amelia Sì d'amor, d'amore insano (Amelia, Meg, Reggente)
- N. 4 - Finale I Oh! qual vede...oh quale adombra (Oscar, Hamilton, Reggente, Meg, Howe, Kilkardy, Coro)

### Atto II
- N. 5 - Duetto Reggente e Amelia Obbedisti al genitore - M'ami! Tu m'ami! E dirmelo
- N. 6 - Finale II Ivi fra l'ombre, miralo - Qual rifulse baleno tremendo - Lo sguardo d'ognun in cor mi discende (Kilkardy, Howe, Amelia, Hamilton, Coro)

### Atto III
- N. 7 - Duetto Amelia e Hamilton Pria che mi chiuda il gelido - Trema, trema!...in me lo sdegno (Amelia, Hamilton, Servo)
- N. 8 - Aria Hamilton Nuova ferita, cruda, profonda - Già scaglio il ferro vindice (Hamilton, Howe, Kilkardy, Coro)
- N. 9 - Coro Apra il varco all'esultanza (Coro, Oscar)
- N. 10 - Aria Finale Reggente E' forza, è forza estinguere - Quando l'uom tu rivedrai (Reggente, Amelia, Hamilton, Coro, Howe, Kilkardy, Oscar)

## Discografia
- 1970 (registrazione dal vivo al Teatro dei Rinnovati di Siena) - Giorgio Merighi (Il Reggente), Licinio Montefusco (Il Duca Hamilton), Maria Chiara (Amelia), Linda Vajna (Meg), Elena Zilio (Oscar), Dino Formichini (Lord Howe), Dino Formichini (Scoto), Vittorio Bruni (Lord Kilkardy), José Sánchez Córdova (Un Servo), Bruno Martinotti (direttore),  Orchestra Angelicum di Milano, Coro del Maggio Musicale Fiorentino, Audio CD: Myto 2 MCD 905.28 (2 CD, 1990)[3]